# Jan Raas

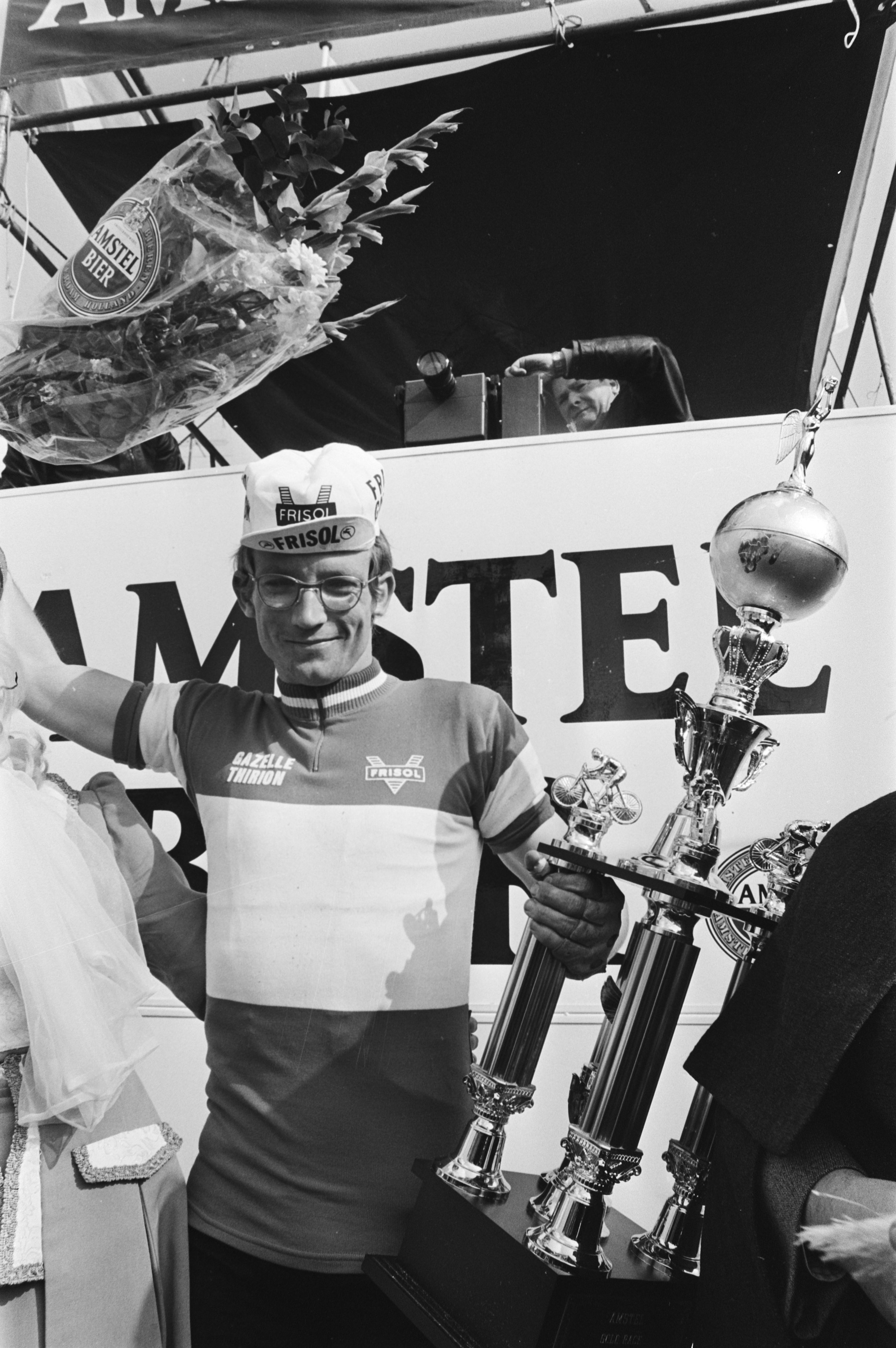
"Amstel Gold Raas" efter att ha vunnit sitt första Amstel Gold Race 1977.

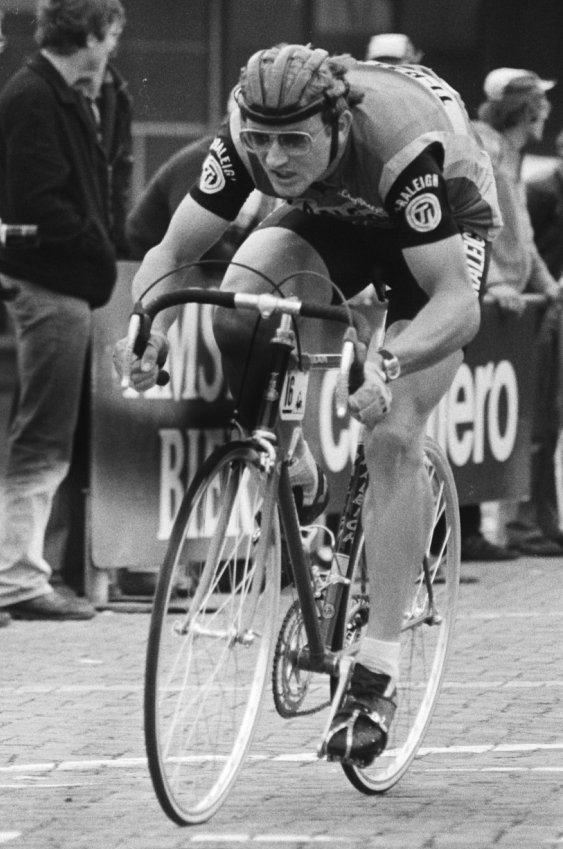
Jan Raas på sin väg mot segern i prologen av Tour de France 1978.

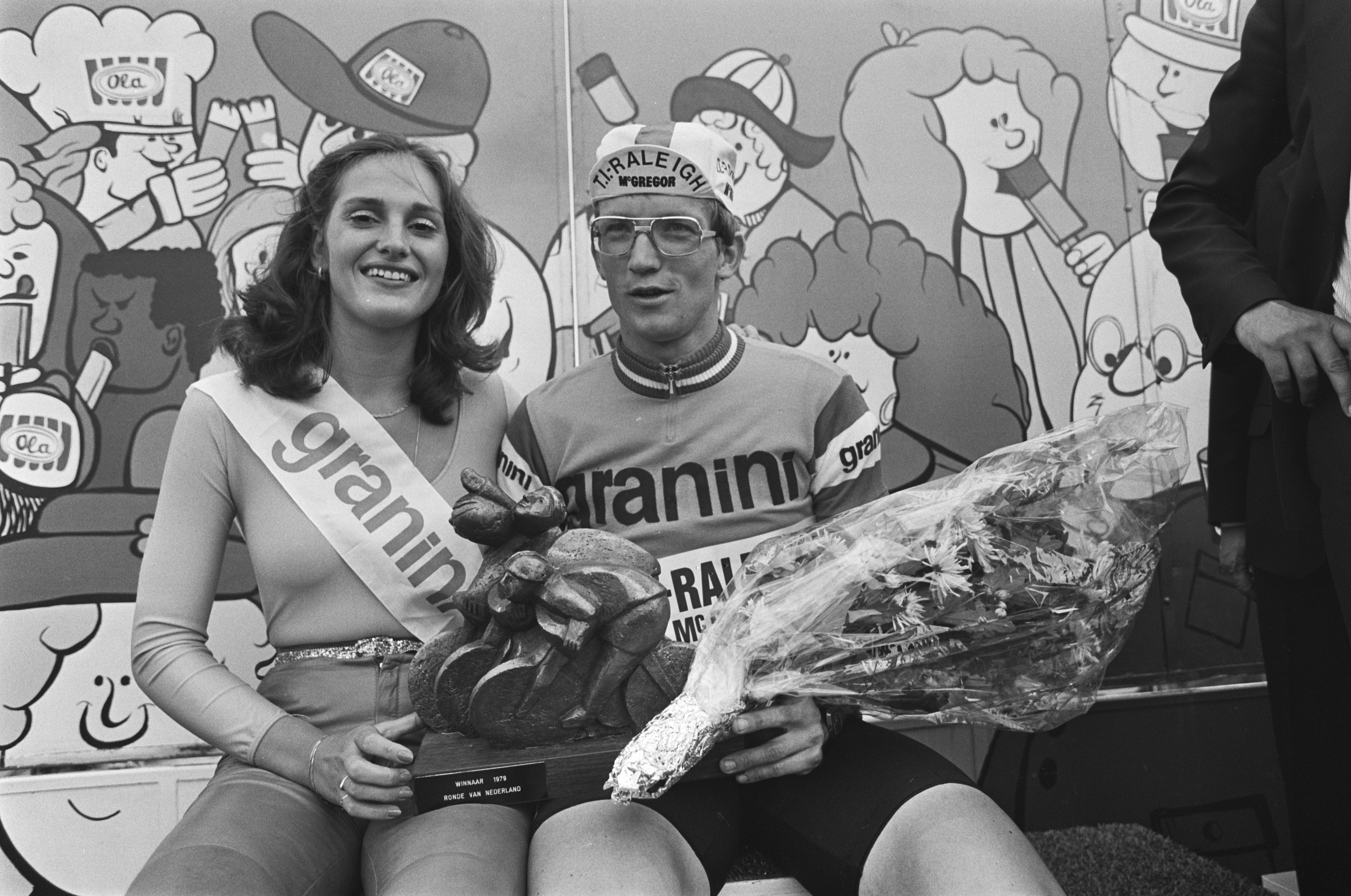
Raas efter totalsegern i Ronde van Nederland 1979.

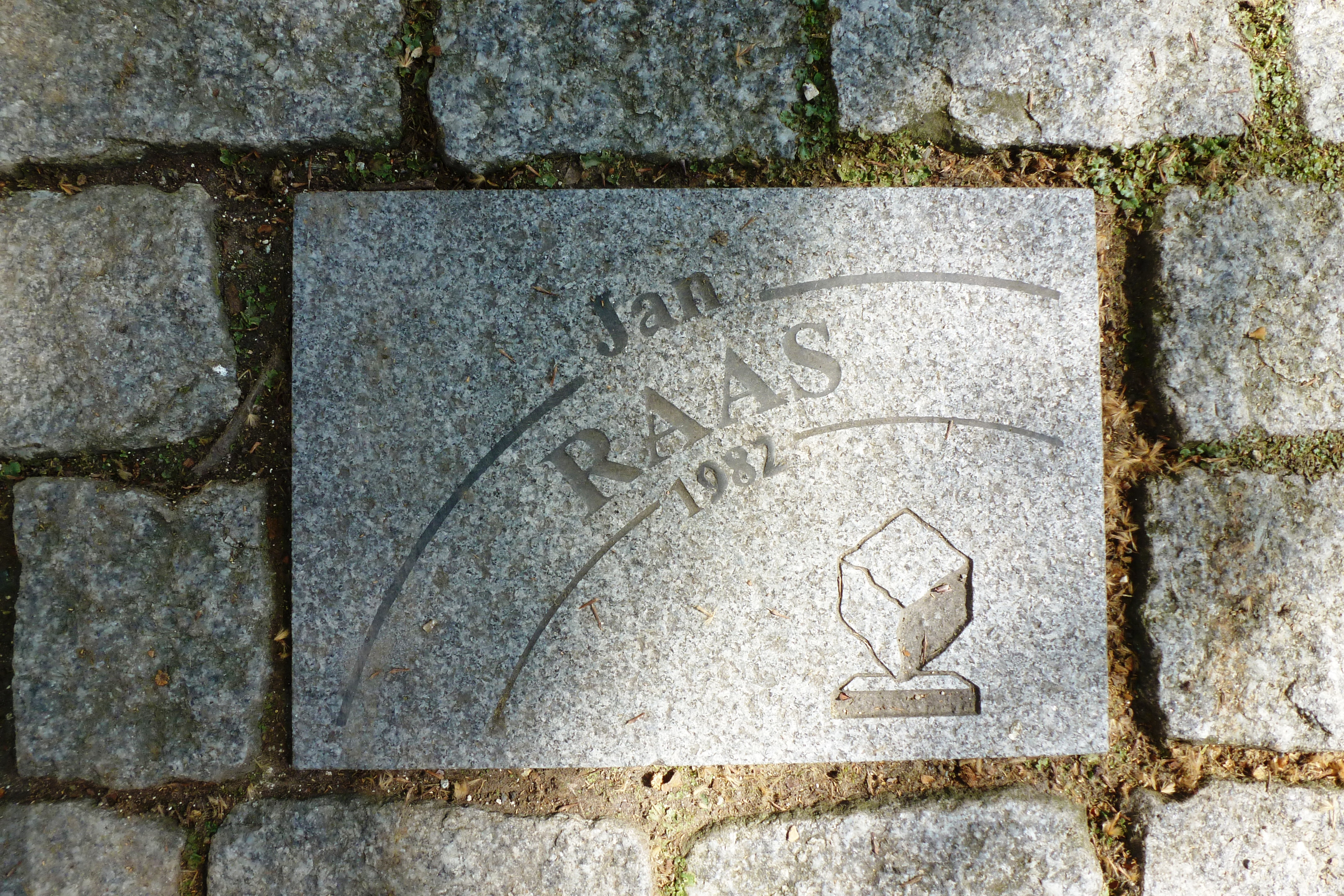
Jan Raas gatsten på Espace Charles Crupelandt i Roubaix.

Johannes "Jan" Raas, född den 8 november 1952 i byn Heinkenszand i kommunen Borsele, Zeeland, är en nederländsk före detta landsvägscyklist som var professionell från 1975 till 1985. Han var en framstående spurtare som blev världsmästare i linjelopp 1979 och tog fyra segrar i monumenten: Flandern runt 1979 och 1983, Paris-Roubaix 1982 samt Milano-Sanremo 1977. Dessutom vann han Amstel Gold Race fem gånger (1977, 1978, 1979, 1980 samt 1982) och tog tio etappsegrar i Tour de France under sin karriär. Han slutade trea i "världscupen" Super Prestige Pernod 1981 och 1983 (blev dessutom femma 1978 och 1979 samt sexa 1982).
Efter en krasch under nerfarten från La Cipressa vid Milano-Sanremo 1984, där Raas föll över ett vägräcke ner i en ravin (han landade i ett olivträd, men skadades svårt), var karriären som cyklist i princip slut. I stället fortsatte han från maj 1985 som ledare, sedermera sportdirektör, för stallet Kwantum/SuperConfex/Buckler/WordPerfect/Novell/Rabobank till 2004.

## Meriter
1975
Vinnare av Herinneringsprijs Dokter Tistaert
5:a i Paris-Tours
6:a i Grote Prijs E3-Harelbeke
6:a i Flandern runt
8:a i Omloop Het Volk
1976
Vinnare av  Nederländska mästerskapen i linjelopp
Vinnare av etapp 4 Tour of Belgium
2:a i Amstel Gold Race
2:a i Tour du Haut Var
4:a i Brabantse Pijl
7:a i Paris-Roubaix
8:a i Paris-Tours
8:a i linjelopp vid Världsmästerskapen i landsvägscykling
9:a i Omloop Het Volk
1977
Vinnare av Milano-Sanremo
Vinnare av Amstel Gold Race
Vinnare av etapp 6 i Tour de France
2:a i Omloop Het Volk
3:a i Flandern runt
4:a totalt i Tour Méditerranéen
Vinnare av etapp 1
5:a i Brabantse Pijl
6:a i Paris-Roubaix
7:a i Grote Prijs E3-Harelbeke
8:a totalt i Paris-Nice
10:a i Gent-Wevelgem
1978
Vinnare av Amstel Gold Race
Vinnare av Paris-Bryssel
Vinnare av Paris-Tours
Vinnare av prologen, etapperna 1a och 21 i Tour de France
Vinnare av etapp 2 i Ronde van Nederland
Vinnare av etapp 3 i Tour de Suisse
Vinnare av etapp 4 i Dunkerques fyradagars
7:a totalt
Vinnare av GP de Monaco
2:a i Grote Prijs E3-Harelbeke
2:a i Critérium des As
3:a i Paris-Roubaix
3:a i Omloop Het Volk
4:a i Gent-Wevelgem
5:a i Super Prestige Pernod
1979
Vinnare av  linjeloppet vid Världsmästerskapen i landsvägscykling
Vinnare  totalt av Ronde van Nederland
Vinnare av prologen och etapp 2
Vinnare av Amstel Gold Race
Vinnare av Grote Prijs E3-Harelbeke
Vinnare av Flandern runt
Vinnare av etapp 5 i Tour de France
Vinnare av etapp 3 i Paris-Nice
Vinnare av etapp 4 i Tyskland runt
Vinnare av etapp 1b Belgien runt
Vinnare av prologen och etapp 5a i Tour Méditerranéen
5:a totalt
2:a i Omloop Het Volk
3:a i Gent-Wevelgem
3:a i Paris-Tours
5:a i Super Prestige Pernod
5:a i Paris-Roubaix
1980
Vinnare av etapperna 1a, 1b (TTT), 7b och 9 i Tour de France
Vinnare av Amstel Gold Race
Vinnare av Grote Prijs E3-Harelbeke
Vinnare av Kuurne-Bryssel-Kuurne
Vinnare av etapp 1b i Paris-Nice
Vinnare av etapp 3 i Ronde van Nederland
Vinnare av etapp 3 i Belgien runt
Vinnare av prologen (med Gerrie Knetemann), etapperna 2 och 3b i Tour Méditerranéen
Vinnare av etapp 3 Étoile de Bessèges
Vinnare av prologen och etapp 1 i Tour de Luxembourg
Vinnare av GP de Cannes
3:a i Milano-Sanremo
3:a i Flandern runt
3:a i Scheldeprijs
4:a i Omloop Het Volk
6:a i Gent-Wevelgem
1981
Vinnare  totalt av Étoile de Bessèges
Vinnare av prologen, samt etapperna 1 och 3
Vinnare av Grote Prijs E3-Harelbeke
Vinnare av Gent-Wevelgem
Vinnare av Omloop Het Volk
Vinnare av Grote Prijs Jef Scherens
Vinnare av etapp 3b i Tour Méditerranéen
Vinnare av Paris-Tours
3:a i Super Prestige Pernod
3:a i Flandern runt
5:a i Amstel Gold Race
1982
Vinnare av Amstel Gold Race
Vinnare av Paris-Roubaix
Vinnare av Dwars door België
2:a totalt i Ronde van Nederland
Vinnare av prologen
Vinnare av prologen i Étoile de Bessèges
Vinnare av etapperna 6 och 9a (TTT) i Tour de France
3:a i Paris-Tours
5:a i Grote Prijs E3-Harelbeke
5:a i Kuurne-Bryssel-Kuurne
6:a i Super Prestige Pernod
6:a i Omloop Het Volk
1983
Vinnare av  Nederländska mästerskapen i linjelopp
Vinnare av Flandern runt
Vinnare av Kuurne-Bryssel-Kuurne
Vinnare av etapp 1a i Driedaagse van De Panne-Koksijde
2:a i Gent-Wevelgem
2:a i Omloop Het Volk
3:a i Super Prestige Pernod
3:a i Milano-Sanremo
3:a i Amstel Gold Race
1984
Vinnare av  Nederländska mästerskapen i linjelopp
Vinnare av etapp 9 i Tour de France

### Placeringar i större etapplopp
| Grand Tours         |      |      |      |      |      |      |      |      |      |      |         |
| Grand Tour          | 1975 | 1976 | 1977 | 1978 | 1979 | 1980 | 1981 | 1982 | 1983 | 1984 | Etapper |
| Tour de France      | —    | 83   | DNF  | 24   | DNF  | DNF  | —    | DNF  | DNF  | DNF  | 10      |
| Övriga              |      |      |      |      |      |      |      |      |      |      |         |
| Lopp                | 1975 | 1976 | 1977 | 1978 | 1979 | 1980 | 1981 | 1982 | 1983 | 1984 | Etapper |
| Tour de Suisse      | —    | —    | DNF  | DNF  | 29   | —    | —    | DNF  | DNF  | —    | 1       |
| Paris-Nice          | —    | —    | 8    | 27   | 27   | —    | —    | —    | —    | —    | 2       |
| Dunkirks fyradagars | —    | —    | —    | 7    | 11   | —    | —    | 4    | 10   | —    | 1       |
| Ronde van Nederland | 25   | —    | —    | 14   | 1    | 22   | 17   | 2    | —    | —    | 10      |

DNF = fullföljde ej

### Placeringar i större endagslopp
| Monumenten                            |      |      |      |      |      |      |      |      |      |      |      |
| Lopp                                  | 1975 | 1976 | 1977 | 1978 | 1979 | 1980 | 1981 | 1982 | 1983 | 1984 | 1985 |
| Milano-Sanremo                        | —    | —    | 1    | 105  | 12   | 3    | —    | 14   | 3    | DNF  | —    |
| Flandern runt                         | —    | 11   | 3    | 22   | 1    | 3    | 3    | 13   | 1    | —    | —    |
| Liège-Bastogne-Liège                  | —    | —    | 13   | —    | —    | —    | —    | —    | —    | —    | —    |
| Paris-Roubaix                         | 40   | 7    | 6    | 3    | 5    | —    | —    | 1    | —    | —    | —    |
| Övriga                                |      |      |      |      |      |      |      |      |      |      |      |
| Lopp                                  | 1975 | 1976 | 1977 | 1978 | 1979 | 1980 | 1981 | 1982 | 1983 | 1984 | 1985 |
| Vallonska pilen                       | —    | —    | —    | 31   | —    | —    | —    | —    | —    | —    | —    |
| Dwars door België                     | —    | —    | —    | 16   | 3    | 2    | 13   | 1    | 2    | —    | —    |
| Omloop Het Volk                       | 8    | 9    | 2    | 3    | 2    | 4    | 1    | 6    | 2    | 11   | 45   |
| Kuurne-Bryssel-Kuurne                 | —    | —    | 5    | —    | —    | 1    | 29   | 5    | 1    | —    | —    |
| Grote Prijs E3-Harelbeke              | 6    | —    | 7    | 2    | 1    | 1    | 1    | 5    | —    | —    | —    |
| Gent-Wevelgem                         | 24   | —    | 10   | 4    | 3    | 6    | 1    | —    | 2    | —    | —    |
| Amstel Gold Race                      | —    | 2    | 1    | 1    | 1    | 1    | 5    | 1    | 3    | —    | —    |
| Paris-Tours                           | 5    | 8    | —    | 1    | 3    | 35   | 1    | 24   | 3    | 30   | —    |
| Paris-Bryssel                         | —    | 28   | —    | 1    | 11   | 33   | 2    | 7    | —    | —    | —    |
| Scheldeprijs                          | —    | —    | 40   | —    | —    | 3    | —    | —    | —    | 12   | —    |
| Världsmästerskapen i landsvägscykling |      |      |      |      |      |      |      |      |      |      |      |
| Disciplin                             | 1975 | 1976 | 1977 | 1978 | 1979 | 1980 | 1981 | 1982 | 1983 | 1984 | 1985 |
| Linjelopp                             | DNF  | 8    | DNF  | 13   | 1    | DNF  | DNF  | 17   | —    | DNF  | —    |

DNF = fullföljde ej

### Placeringar i Super Prestige Pernod
Super Prestige Pernod var en inofficiell världscup som instiftades 1959. 1988 erattes den av UCI:s officiella World Cup.
| Super Prestige Pernod |      |      |      |      |      |      |      |      |      |      |      |
|                       | 1975 | 1976 | 1977 | 1978 | 1979 | 1980 | 1981 | 1982 | 1983 | 1984 | 1985 |
| Slutplacering:        | 41   | ?    | 11   | 5    | 5    | 11   | 3    | 6    | 3    | —    | —    |

## Utmärkelser
Jan Raas utsågs till Sportman van het jaar ("Årets idrottsman") 1979.